# Bom Repouso
Bom Repouso é um município brasileiro do estado de Minas Gerais. Sua população estimada em 2010 era de 10.457 habitantes. Seu relevo é montanhoso e está a uma altitude média de 1371 metros acima do nível do mar, chegando a atingir uma altitude máxima de 1680 metros em seu ponto mais alto. Seu clima é ameno e úmido durante o verão e seco e frio durante o inverno. A temperatura média anual é de 19 °C. Os padroeiros da cidade são São Roque e São Sebastião.

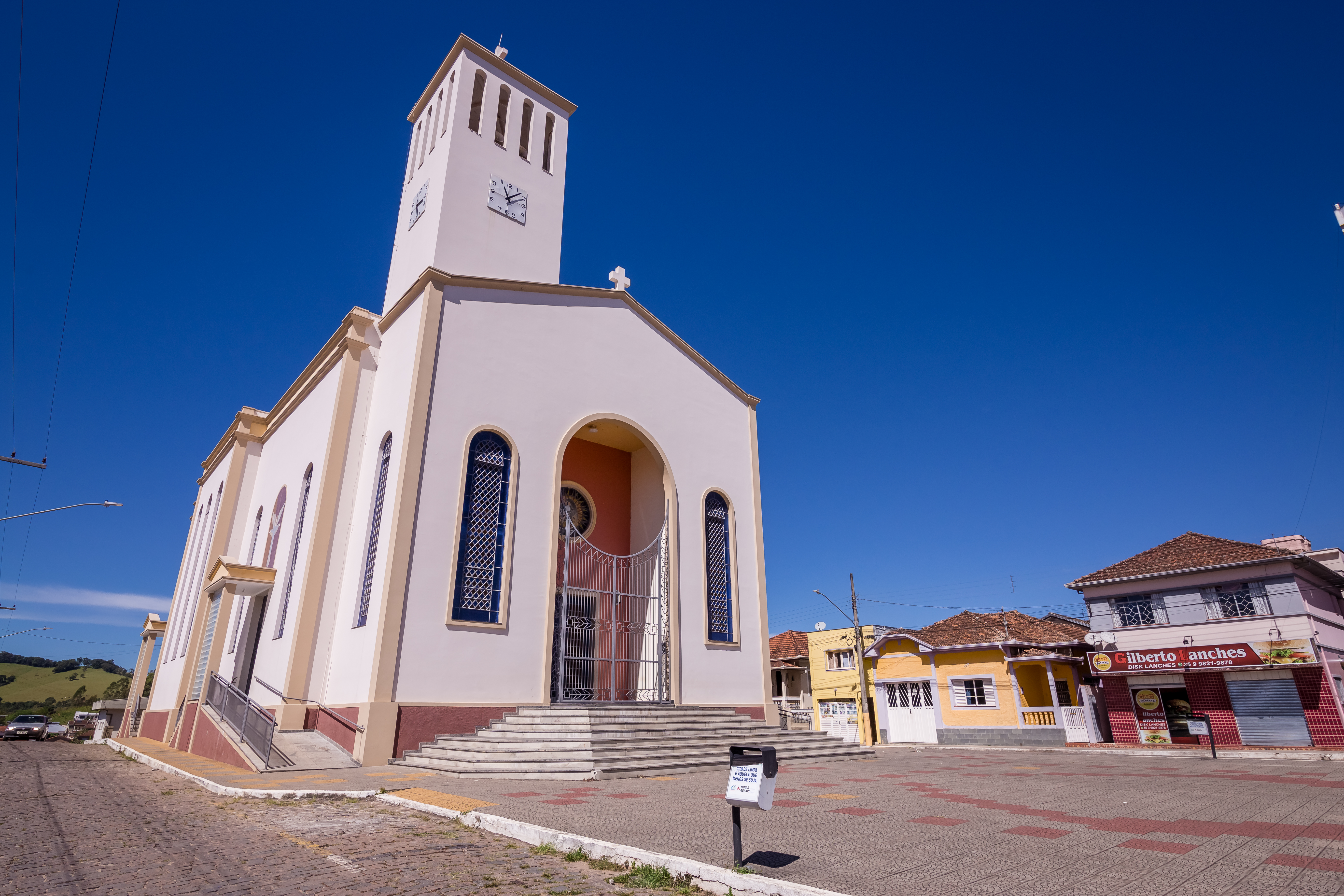
Igreja Paróquia São Sebastião e São Roque

Pelo fator climático de sua região, o mesmo favorece culturas de frutas silvestres como o morango. Hoje conta com cerca de 300 hectares de área plantada e uma produção de cerca de 16,2 toneladas da fruta no município em 2012.
Bom Repouso possui a segunda maior imagem de Nossa Senhora das Graças do Brasil, com 20 metros de altura. A imagem foi inteiramente construída em argamassa, equivale a um prédio de seis andares e se encontra a 1410 metros de altitude.

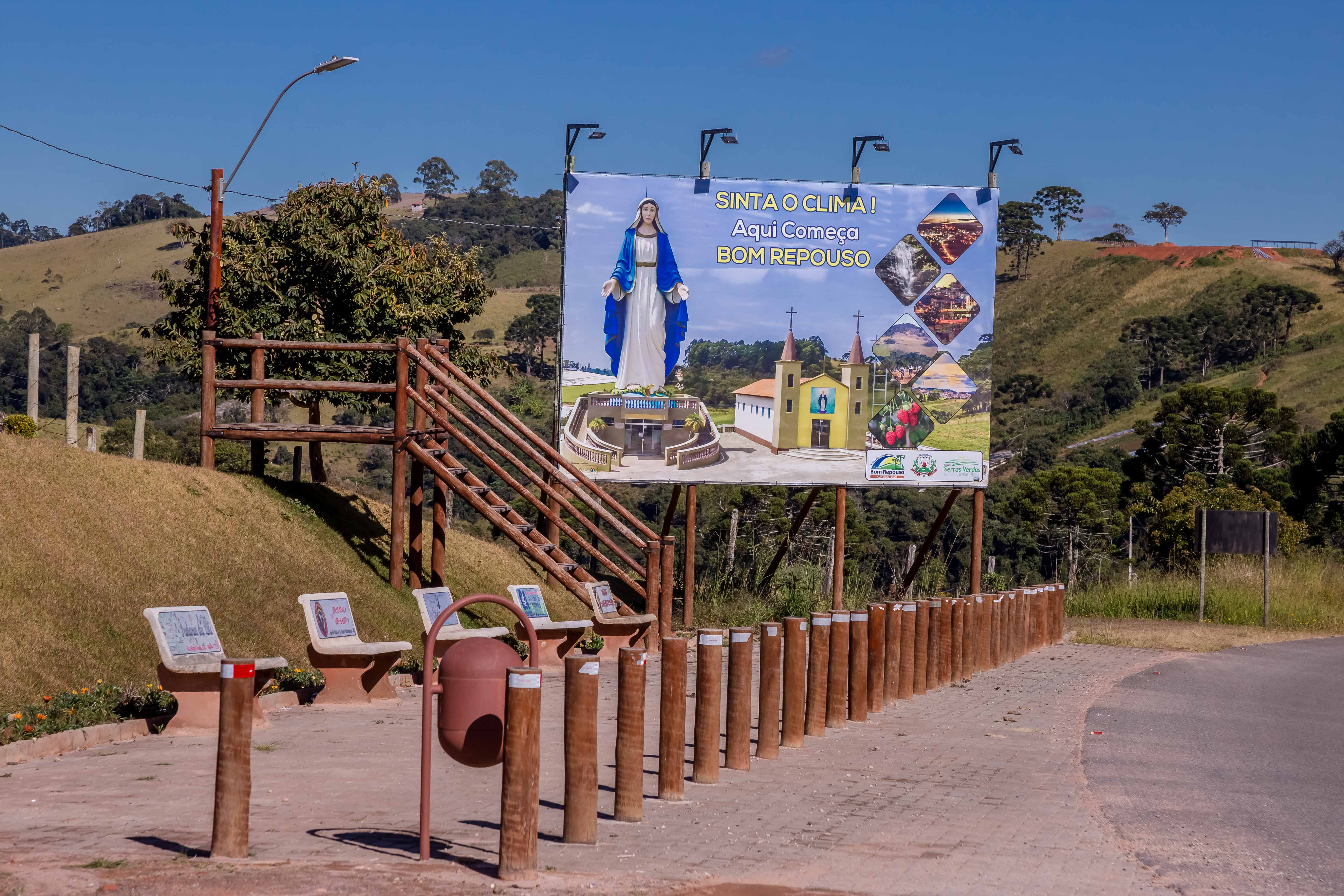
Foto do Mirante de Bom Repouso

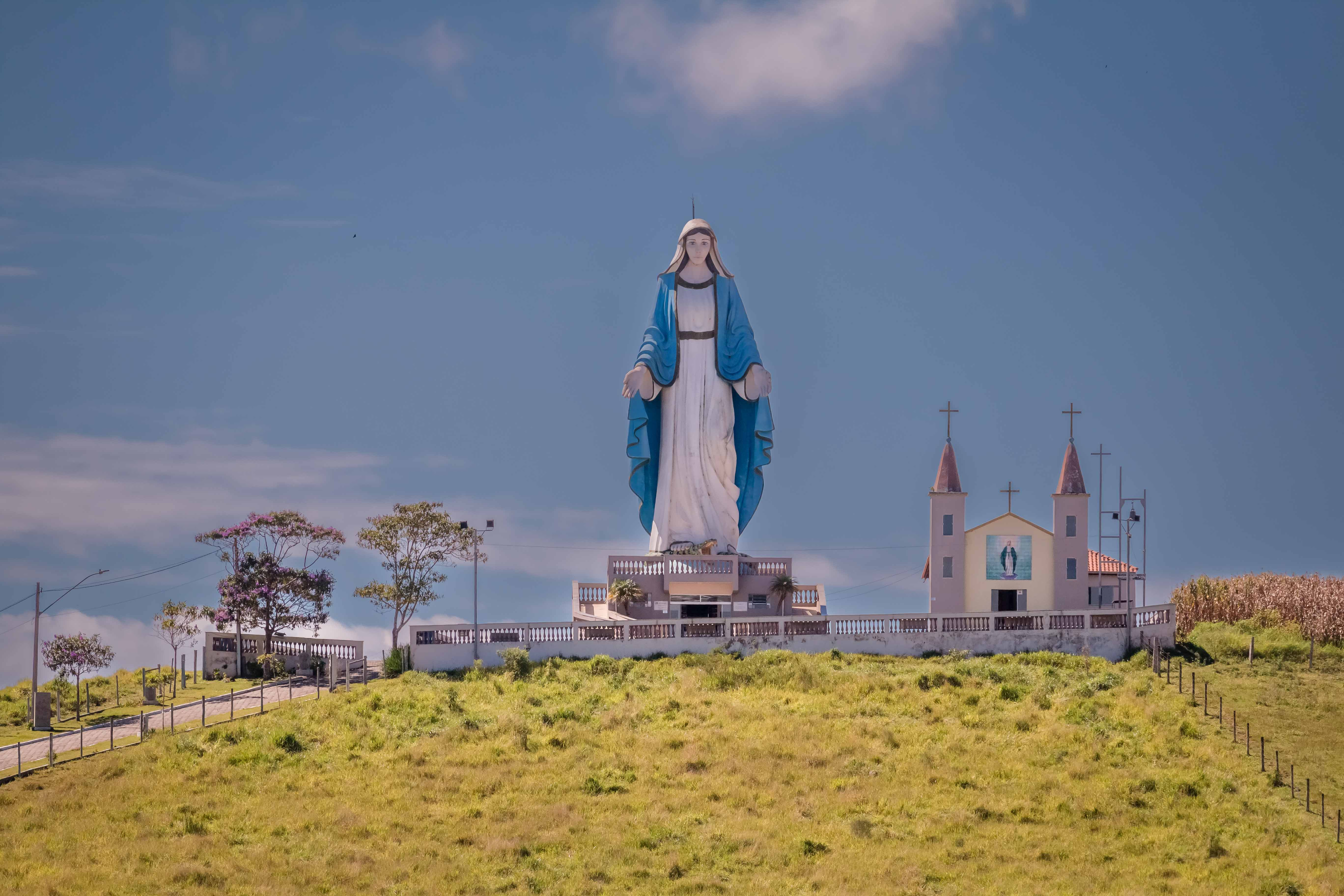
Imagem de Nossa Senhora das Graças de Bom Repouso

## História
O município de Bom Repouso foi caminho dos bandeirantes das margens do Tietê que desejavam alcançar Vila Rica e outros pontos de mineração. A Fazenda Bom Retiro movimentou os caminhos durante um bom tempo, e serviu de parada para os viajantes que aqui passavam na época das chuvas. O atalho usado para desviar do pântano da Estiva (atual rodovia Fernão Dias), saía de Atibaia, passava pelo Morro do Diamante – na Boa Vereda de Cima, atual município de Bom Repouso e alcançava o Pouso do Mandú. Assim foi o início da colonização desta região. Os posseiros foram os primeiros proprietários desta região e, posteriormente, outras pessoas foram se instalando nas imediações.
Em 1828, a Fazenda Bom Retiro possuía uma capelinha de pau-a-pique, com duas imagens, uma de São Sebastião e outra de São Roque. Nesta capela, os devotos eram atendidos pelo padre Francisco Figueira da Assunção. Em 4 de julho de 1831, o padre e algumas autoridades realizaram a escritura do termo de doação do patrimônio para a legalização da Capela de São Sebastião e São Roque da Fazenda Bom Retiro. Em 3 de setembro de 1831, a Chancelaria Eclesiástica de São Paulo expedia a provisão de Capela Curada (filial da Matriz de São Francisco de Paula da Paróquia de Ouro Fino, da Diocese de São Paulo) e nomeava como Capelão Curado o padre Florentino José Maria de Medeiros.
No dia 8 de agosto de 1840, o Governo da Província de Minas cria o Distrito do Bom Retiro pelo sistema de Portaria, fazendo-o pertencer ao Termo da Vila de Jaquari, atual Camanducaia. Esta mesma portaria cria também o Distrito de Ribeirão das Antas. Em 1843, os dois distritos voltaram a pertencer a Ouro Fino e em 1846, eles passaram a pertencer a Vila de Pouso Alegre.
No ano de 1848, a Capela de São Sebastião e São Roque foi elevada a categoria de paróquia pela Diocese de São Paulo.

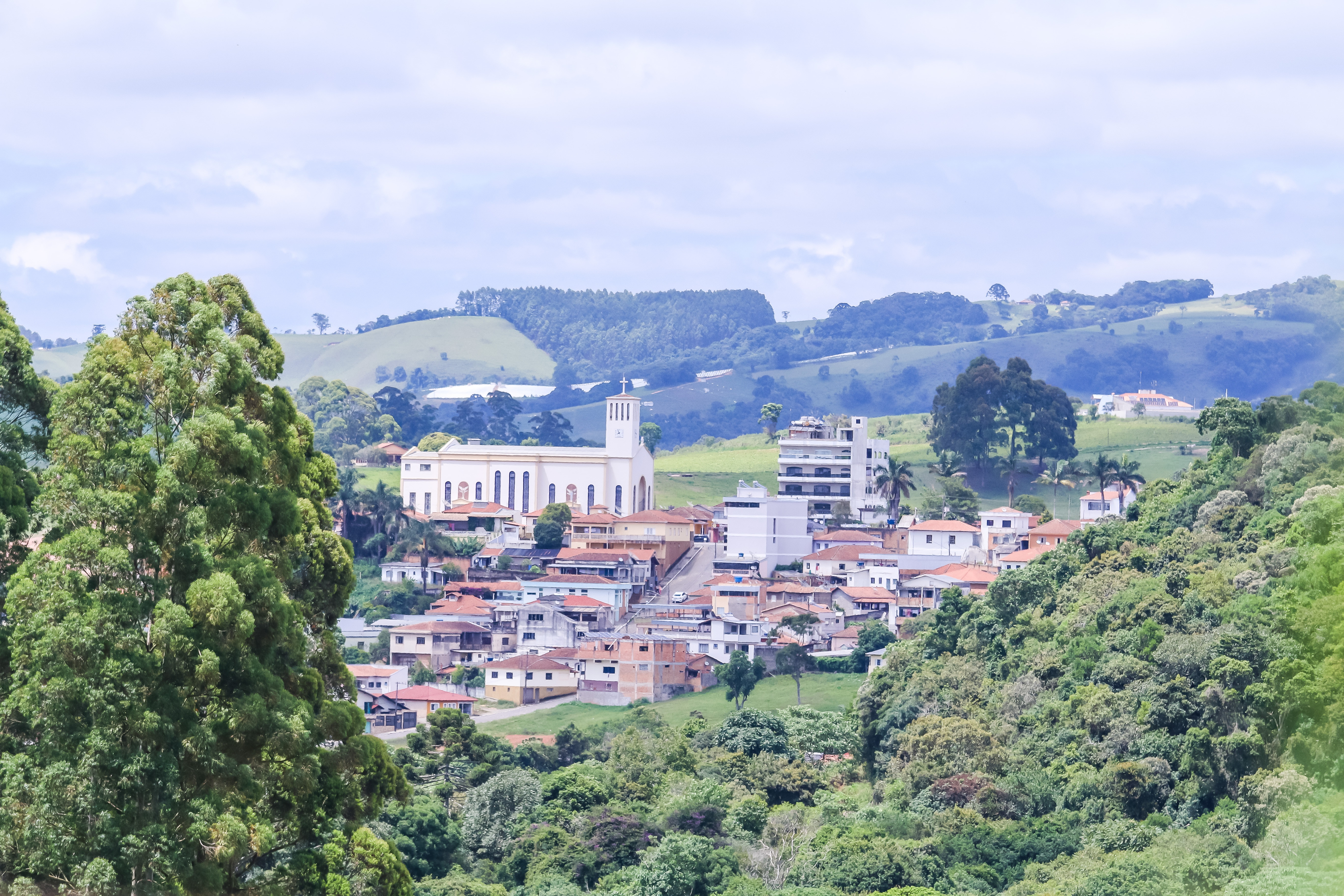
Foto de uma parte do centro de Bom Repouso

Em 1 de junho de 1850, o deputado provincial João Cassiano Santiago conseguiu desmembrar novamente  de Ouro Fino, os distritos de Bom Retiro e do Ribeirão das Antas. Em 15 de março de 1875, a lei nº 2.154 suprime o distrito de Bom Retiro. Em 30 de novembro de 1880, pela lei nº 2690, restabelece-se o distrito de São Sebastião e São Roque do Bom Retiro. Em 23 de setembro de 1882 a localidade é elevada a categoria administrativa de Freguesia. Em 27 de julho de 1889 o distrito de São Sebastião e São Roque do Bom Retiro passa a fazer parte da Vila de Cambuí pela Lei nº 3172.
Em 1900, a paróquia de São Sebastião e São Roque do Bom Retiro, e outras, foram desmembradas da Diocese de São Paulo e passam a pertencer a Diocese de Pouso Alegre.
Em 1911 o Distrito passa a ter denominação de Bom Retiro e, pelo decreto lei nº 1058 de 31 de dezembro de 1953, passa a ser chamado de Bom Repouso. No dia 12 de dezembro de 1953, o distrito foi elevado a categoria de município pela lei nº 1039.

## Rodovias
A principal rodovia é a LMG-884 com uma extensão de 19 quilômetros, ligando Bom Repouso à BR-381 em seu km 887.